# Гірнича наука, освіта та преса Болівії
Гірнича наука, освіта та преса Болівії
Геологічна служба. Геол. і гірн. роботи в Б. проводяться Мін-вом гірничорудної і металург. пром-сті, Мін-вом енергетики і нафт. пром-сті. 
Наукові роботи ведуться Геофізичними (гравіметричні, сейсмологічні і геомагнітні дослідження) та Технологічними (дослідження нафт. род-щ) ін-тами, Регіональним ін-том геології при ун-ті в м. Ла-Пас, Асоціацією інженерів і геологів нафт. компанії  "YPFB" в м. Ла-Пас, Товариством геологів в м. Ла-Пас. 
Підготовка кадрів для гірн. пром-сті здійснюється в ун-тах мм. Кочабамба (засн. в 1832), Ла-Пас (1830), Таріха (1946) і ін. 
Осн. періодичні видання з геології і гірн. справи:  
- "Boletin del Instituto Boliviano de Petroleo" (з 1960),
- "Sociedad Geologica Boliviana Boletin" (з 1972),
- "Revista Tecnica de Vacimientos Petroliferos Piscales Bolivianos"" (з 1971).